# Ekenäs
Ekenäs, Tammisaari en finnois, est une ancienne municipalité du sud de la Finlande, dans la région d'Uusimaa. C'est un bastion des suédophones de Finlande.
Le 1er janvier 2009, les communes de Karis, Pohja et Ekenäs, ont fusionné pour former la ville nouvelle de Raseborg.

## Histoire
Le château de Raseborg est construit au XIVe siècle et administre la région. Ses ruines sont aujourd'hui une des curiosités touristiques majeures de la commune, classée paysage national. En 1528, le petit village d'Ekenäs devient un centre administratif pour la région avoisinante, puis est proclamée ville par Gustave Ier Vasa en 1546.
Elle devient tout au long du XVIIe siècle (qui voit la construction de sa célèbre église) et XVIIIe siècle un petit centre commercial, avec un port d'importance modérée. Le jeune Elias Lönnrot y fera ses études secondaires, rentrant les week-ends dans sa famille à Sammatti.
Le centre en bois qui fait le charme de la ville est construit majoritairement après le grand incendie de 1821.
La ville compte environ 1 500 habitants en 1850. L'ouverture de la voie ferrée Hyvinkää - Hanko en 1873 permet l'essor de l'industrie.
Sa position stratégique lui vaudra d'être lourdement bombardée et évacuée en 1941, pendant la Guerre de Continuation (bataille d'Hanko). En 1977, la ville compte environ 7 500 habitants lorsqu'elle fusionne avec deux municipalités rurales voisines (Ekenäs-campagne et Snappertuna). Elle absorbe enfin la commune de Tenhola en 1993, portant sa population à près de 15 000 habitants.

## Géographie
L'ancienne ville se confond avec son archipel : elle compte 1 298 îles et 1 671 km de côte, très découpée. Il n'est de ce fait pas surprenant que la commune compte près de 5 000 maisons de vacances, en faisant une des capitales de l'été finlandais. Une partie des îles extérieures appartient au parc national de l'archipel d'Ekenäs. La végétation est assez atypique pour la Finlande en raison de la situation méridionale de la commune (c'est la 2e plus au sud du pays). On y trouve notamment de nombreux chênes, Ekenäs signifiant d'ailleurs péninsule du chêne.
L'ancienne commune est traversée par la nationale 25 Hanko-Mäntsälä.
Helsinki est à seulement 93 km, et Turku à 107 km. Les communes voisines sont Hanko au sud-ouest (34 km de centre à centre), Ingå à l'est, Karis et Pohja au nord-est, mais aussi Kisko et Perniö au nord et Särkisalo au nord-ouest (Finlande du Sud-Ouest).

## Personnages connus
- Ernst Evald Bergroth (1857 - 1925), médecin et entomologiste.

## Jumelages
- Kuressaare (Estonie)
- Haugesund (Norvège)
- Ystad (Suède)

## Galerie

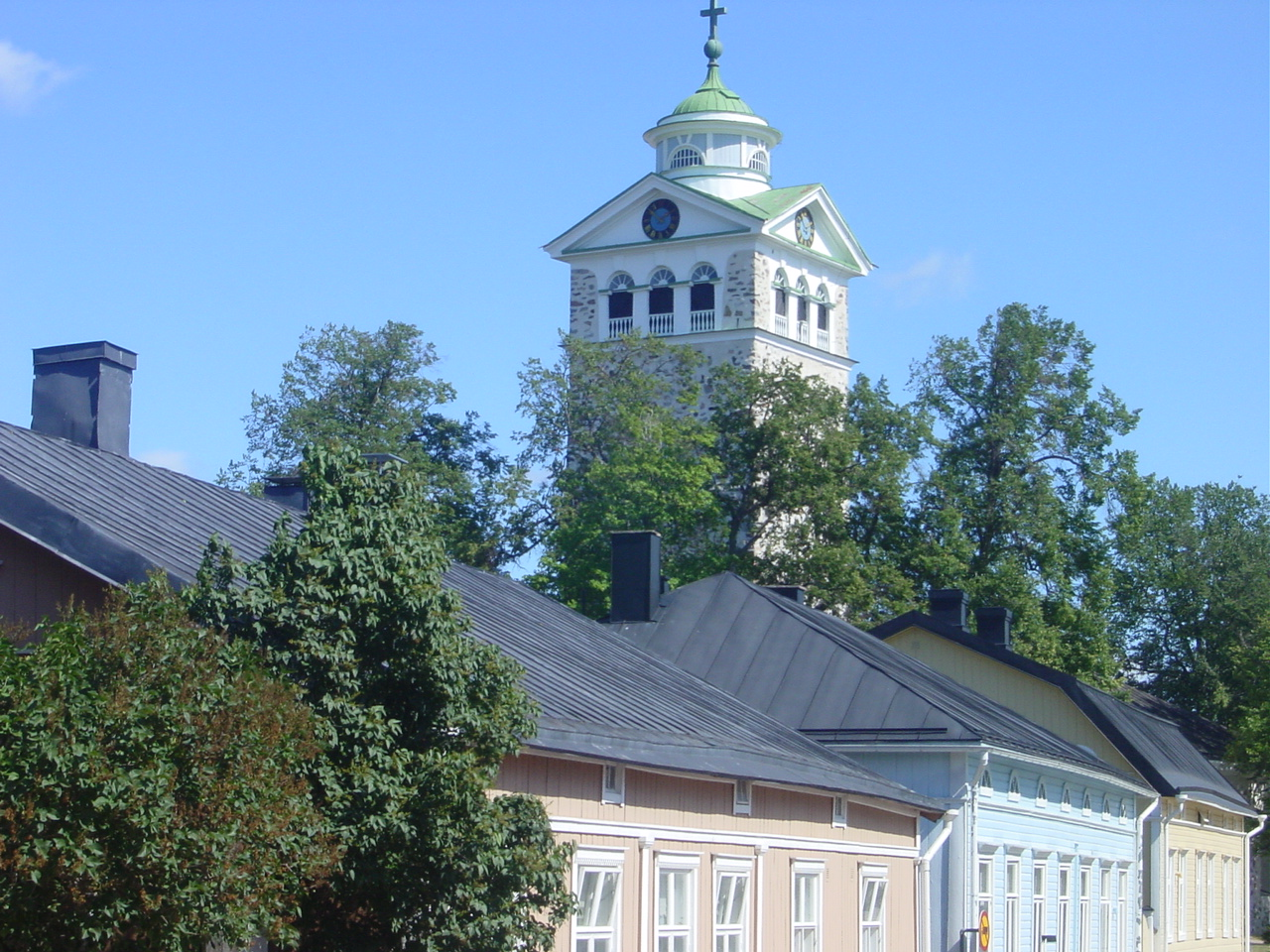
L'Église d'Ekenäs
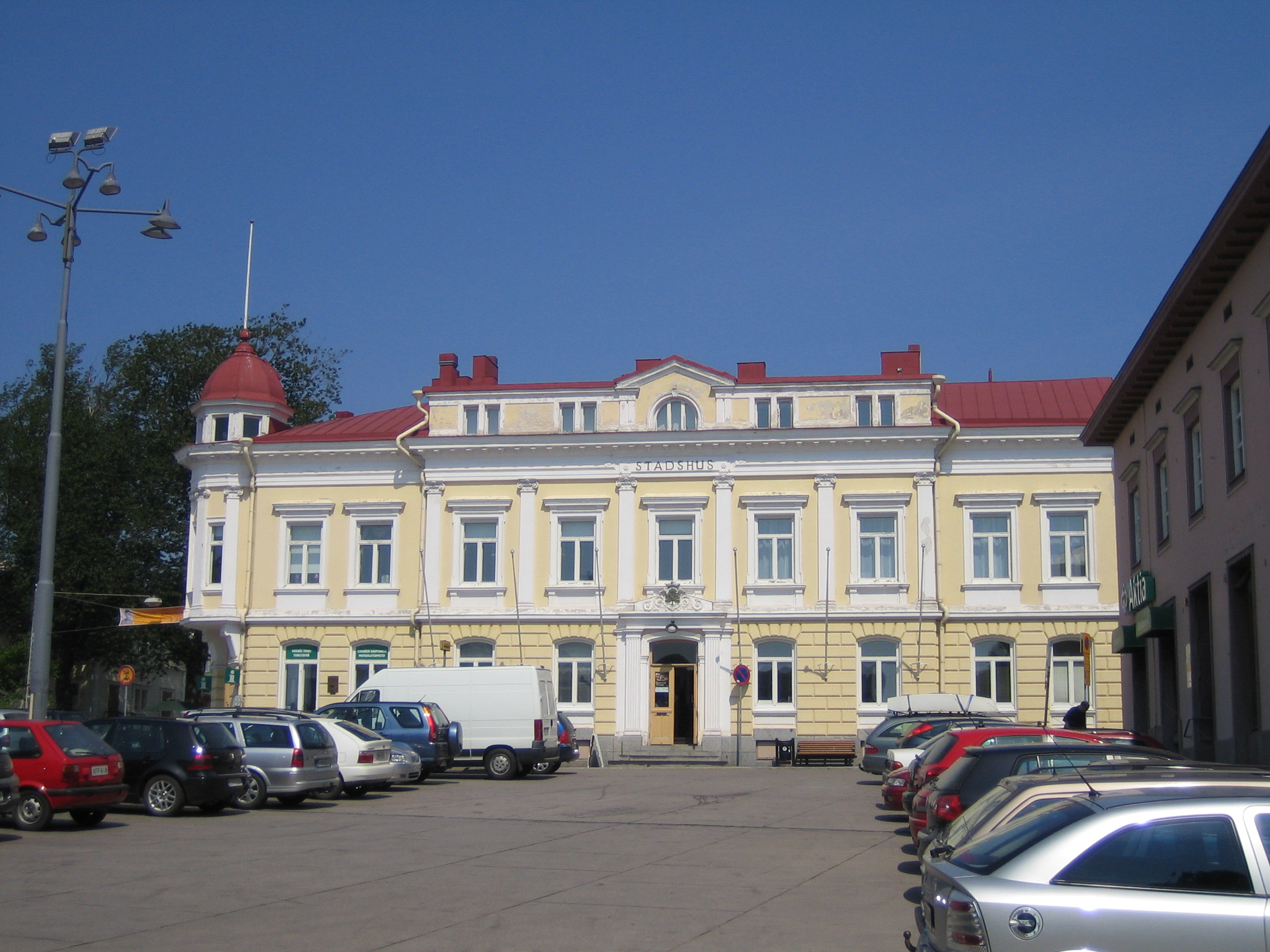
L'hôtel de ville
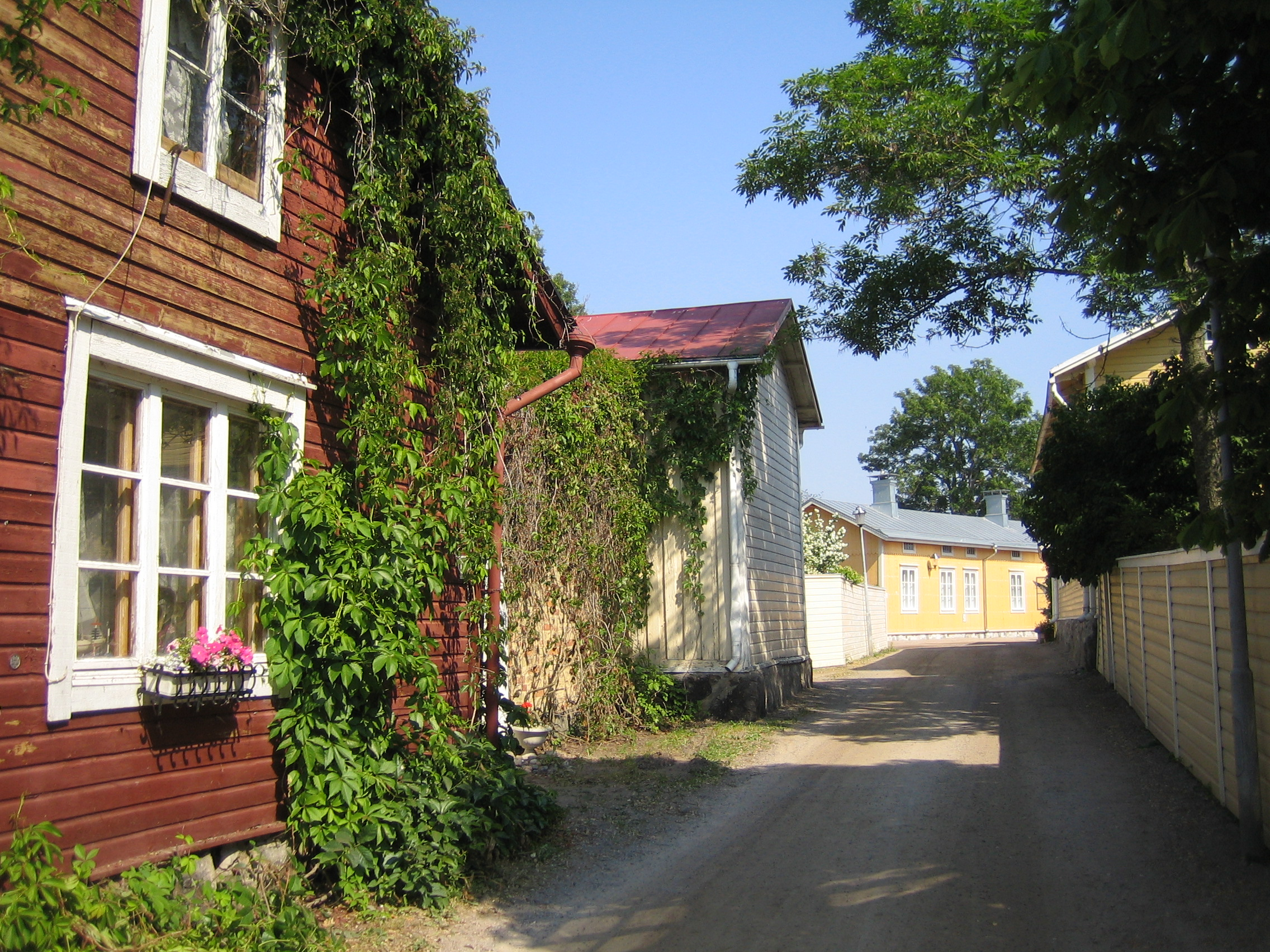
La vieille ville
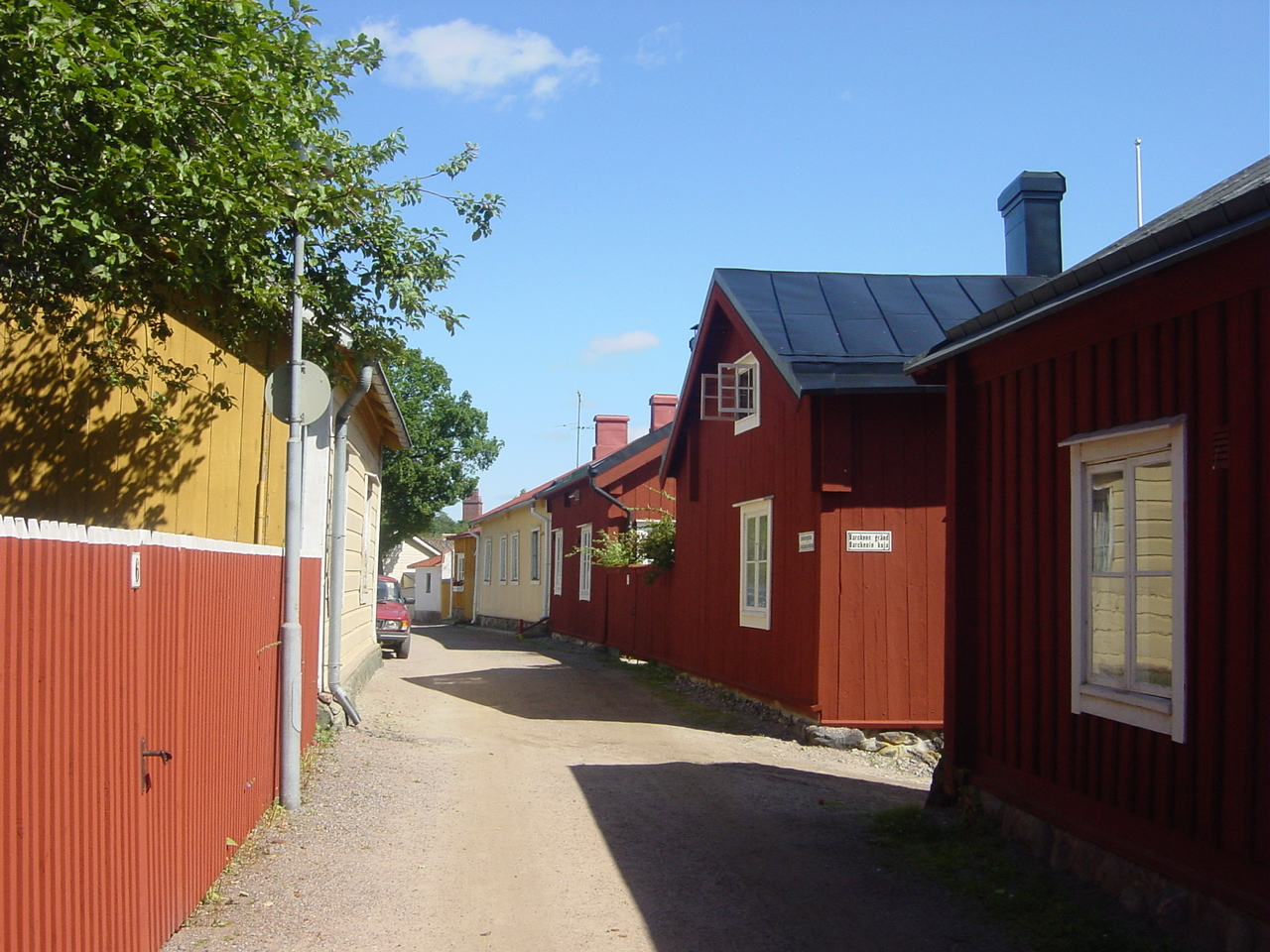
La vieille ville 2